# Puentes de García Rodríguez (parroquia)
Puentes de García Rodríguez (llamada oficialmente Santa María das Pontes de García Rodríguez) es una parroquia y un lugar español del municipio de Puentes de García Rodríguez, en la provincia de La Coruña, Galicia.

## Entidades de población
Entidades de población que forman parte de la parroquia:
- Alvarón
- As Pontes de García Rodríguez
- Bañal (O Bañal)
- Barral (O Barral)
- Brixeo (O Brixeo)
- Campo da Coba (O Campo da Cova)
- Caneiro (O Caneiro)
- Carballal (O Carballal)
- Casanova (A Casanova)
- Catarou (O Catarou)
- Cortes (As Cortes)
- Covelos (Os Covelos)
- Cruz das Cabezas
- Cuíña (A Cuíña)
- Forja (A Forxa)
- Garabatos
- Gondré
- Mariñaleda
- Mariñao (O Mariñao)
- Marraxón de Abaixo
- Marraxón de Arriba
- Mourela (A Mourela)
- Narón (O Narón)
- Os Loureiros
- Paraño (O Paraño)
- Pasadelo (O Pasadelo)
- Pena do Curro
- Pontoibo (O Pontoibo)
- Tras do Rego
- Bacariza (A Vacariza)
- Vadón (Badón)
- Veiga (A Veiga)
- Vidás (Os Vidás)
- Vilarnovo
- Barosa (As Barrosas)
- Borrallas (As Borrallas)
- Carballeira (A Carballeira)
- Fragachá (A Fragachá)
- Seara (A Seara)
- A Balsa
- As Campeiras
- Carelle
- O Chamoselo
- A Coveliña
- A Fraga
- A Madanela
- O Rego do Campo
- O Rego do Muíño
- San Vicente
- Tras da Ponte

## Despoblados
- Casilla do Bañal (A Casilla do Bañal)
- Costa (A Costa)
- Cotelo (O Cotelo)
- Chaos (Os Chaos)
- Da (Adá)
- Ferreira (A Ferrería)
- Pena da Rebolta (Pena da Revolta)
- Ribeiranova (A Ribeira Nova)
- Veigas de Vilariño (As Veigas de Vilariño)
- Vilarbó

## Demografía

### Parroquia
| Gráfica de evolución demográfica de Puentes de García Rodríguez (parroquia) entre 2000 y 2019 |
|                                                                                               |
| Datos según el nomenclátor publicado por el INE.                                              |

### Lugar
| Gráfica de evolución demográfica de As Pontes de García Rodríguez (lugar) entre 2000 y 2019 |
|                                                                                             |
| Datos según el nomenclátor publicado por el INE.                                            |